# Damen med slöjan (novellsamling)
Damen med slöjan är en samling noveller skrivna av Agatha Christie. Novellerna fanns med i samlingen Thirteen for Luck som Christie sammanställde 1966 för en yngre publik och flera av novellerna hade förekommit i tidigare novellsamlingar. Huvudpersonerna är Christies deckare Hercule Poirot, miss Marple och Mr. Harley Quin.

## Innehåll
| Engelsk originaltitel     | Svensk översättning       | Del av novellsamling                            |
| ------------------------- | ------------------------- | ----------------------------------------------- |
| The Veiled Lady           | Den beslöjade damen       | Poirots problem                                 |
| The Market Basing Mystery | Mysteriet i Market Basing | Poirots problem                                 |
| The Tape-Measure Murder   | Måttbandsmysteriet        | Miss Marple's Final Cases and Two Other Stories |
| The Blue Geranium         | Den blå geraniern         | Miss Marples mysterier                          |
| The Four Suspects         | De fyra misstänkta        | Miss Marples mysterier                          |
| The Face of Helena        | Sköna Helenas ansikte     | Den mystiske Mr Quin                            |

## Handlingar

### Den beslöjade damen
En tungt beslöjad dam anländer till Poirots kontor och identifierar sig som Lady Millicent Castle Vaughan, vars förlovning med hertigen av Southshire nyligen tillkännagavs. Vid sexton års ålder skrev hon ett indiskret brev till en soldat. Brevet är nu i mr Lavingtons ägo, och han kräver tjugo tusen pund för att få tillbaka det. Hemma hos Lavington visade han henne brevet i en kinesisk pussellåda som han säger att han förvarar på en plats där hon aldrig kommer att hitta. Förklädd går Poirot till Lavingtons hus nästa dag och hittar lådan gömd i en ihålig stock, längst ner i en liten vedhög i köket. Nästa dag ringer Lady Millicent efter brevet. Hon insisterar också på att få pussellådan som en souvenir, men Poirot hindrar henne från att ta den. Sedan avslöjar han ett dolt fack i lådan som innehåller de sex saknade juvelerna från ett rån nyligen. Japp identifierar damen som "Gertie", en medbrottsling till Lavington, som dödades i Holland några dagar tidigare för sitt dubbelspel med sitt gäng om juvelerna.

### Mysteriet i Market Basing
I den lilla landsortsstaden Market Basing ber den lokala konstapeln inspektör Japp om hjälp. Walter Protheroe, den tillbakadragne ägaren till en lokal stor herrgård, hittades död i sitt förfallna hus, förmodligen genom självmord. Japp, Poirot och Hastings beger sig till Leigh House som de blivit ombedda. Det avslöjas att Protheroe sköts genom huvudet och att hans pistol hölls i hans högra hand. Problemet var att kulan gick in bakom vänster öra och ett sådant skott var omöjligt. Poirot lägger märke till en näsduk som är gömd i Protheroes högra ärm, och även till hur frisk luften i rummet är trots det stängda fönstret och de många cigarettfimparna i askkoppen och gallret från eldstaden.
Ett par som hette Parker bodde i huset. Vid förhöret kommer en luffare fram och säger att han hört Protheroe och Parker gräla om pengar vid midnatt på dödsnatten, vilket antyder att fönstret hade varit öppet. Protheroes riktiga efternamn avslöjas som Wendover. Han hade varit inblandad i den förrädiska sänkningen av ett örlogsfartyg några år tidigare och Parker utpressade honom på grund av händelsen. Parker misstänks för att ha dödat Wendover och fått det att se ut som självmord och arresteras. Poirot kallar miss Clegg till värdshuset. Han antar att Wendover faktiskt tog livet av sig genom att hålla pistolen i sin vänstra hand. Clegg var den ende som visste att han var vänsterhänt, ett faktum som Poirot härledde från näsduken i höger ärm. Hon hittade hans kropp morgonen efter hans gräl med Parker och bestämde sig för att sätta dit honom som en mördare, flytta pistolen till Wendovers högra hand, stänga fönstret och låsa dörren.

### Den blå geraniern
Ett år har gått och Sir Henry Clithering är återigen i St. Mary Mead och bor som gäst hos överste Arthur Bantry och hans hustru Dolly. När han blir tillfrågad om förslag på en sjätte person till middagen, namnger han Miss Marple och berättar för en skeptisk Dolly om hennes framgång med att lösa förra årets mysterier. Dolly undrar om den gamla damen kan lösa Arthurs spökmysterium. Miss Marple anländer till familjen Bantrys hem tillsammans med Sir Henry, en skådespelerska vid namn Jane Helier och doktor Lloyd. Arthur Bantry berättar om vännen George Pritchard, vars avlidna hustru var en besvärlig och grälsjuk halvinvalid som togs om hand av en rad sjuksköterskor. De byttes ut regelbundet, oförmögna att hantera sin patient, med ett undantag som hette syster Copling som på något sätt hanterade raseriutbrott och klagomål bättre än andra i sitt kall.
Mrs Pritchard hade en förkärlek för spåmän och en dag kom en som kallade sig Zarida till huset, när både George och syster Copling var ute i sina separata ärenden. När hon kom hem berättade fru Pritchard för George att Zarida hade förklarat huset som "ondskefullt" och att hon skulle undvika blå blommor. Två dagar senare kom ett brev från spådamen där det stod: "Akta dig för fullmånen. Den blå gullvivan betyder varning; blåa stockrosor betyder fara; den blå pelargonen betyder död." Fyra dagar senare ändrade en av gullvivorna i tapetmönstret i fru Pritchards rum färg till blått mitt i natten, när det hade varit fullmåne. En månad gick medan fru Pritchard räknade ner dagarna till nästa fullmåne. Mycket riktigt hände samma sak, med en stockros på tapeten som ändrade färg, trots att dörren var låst.
Ytterligare en månad gick, och syster Copling och Pritchard blev alltmer nervösa medan fru Pritchard verkade uppgiven. Morgonen efter nästa fullmåne hittades fru Pritchard död i sin säng, med luktsaltet bredvid sig, en svag lukt av gas i rummet och en pelargon på tapeten blå. Det skvallrades efter dödsfallet och en uppgrävning gjordes, men inget tydligt resultat. Dessutom var Zarida försvunnen och ingen kunde riktigt spåra hur fru Pritchard hade fått höra talas om henne.
Än en gång har Miss Marple lösningen. Efter att en gång ha sett en trädgårdsmästare blanda kaliumcyanid med vatten för att döda getingar, slogs hon av hur mycket lösningen liknade luktsalter. Om en sådan lösning hade ersatts av den flaska som fru Pritchard alltid hade med sig, skulle cyaniden ha dödat henne, men gasen skulle ha dolt den kortlivade lukten av mandel. Blommorna på väggen var rött lackmuspapper som ammoniaken – som alkaloid – i de äkta doftsalterna blev blå. Syster Copling, som var Zarida i förklädnad, var mördaren, i hopp att gifta sig med änklingen Pritchard. Sir Henry bekräftar att syster Copling nyligen arresterades för ett liknande mord.

### De fyra misstänkta
Sir Henry Clithering berättar sin historia, som fortfarande är en gåta för honom. Det finns fyra misstänkta, varav tre därför är lika mycket offer som det verkliga offret i och med att de är föremål för ständiga misstankar. Det handlar om ett tyskt hemligt sällskap, Schwartzehanden, som startades efter kriget med metoder och mål som liknade Camorrans. Dr Rosen, som var en framstående person inom underrättelsetjänsten, nästlade sig in i organisationen och lyckades få den på fall. Trots denna framgång var han en märkt man och kom till England, där han bodde i en stuga i Somerset i väntan på att bli mördad. Hans hushåll bestod av hans brorsdotter Greta, den gamla husan Gertrud, den lokale trädgårdsmästaren Dobbs och Dr Rosens sekreterare Charles Templeton, som Clithering avslöjar var en av hans egna män, sattes i huset för att hålla ett öga på saker och ting (men möjligen inte helt höjd över alla misstankar).
Tragedin inträffade när doktor Rosen hittades längst ner i trappan, möjligen efter att ha ramlat ner, möjligen blivit knuffad. De fyra personer som befann sig i det låsta huset var ute vid tillfället, men ingen kan ge ett alibi för tidpunkten för dödsfallet. Dessutom syntes inga främlingar i närheten, där de lätt skulle ha kunnat sticka ut och bli upptäckta, därför måste en av de fyra vara skyldig. En gåta är hur mördaren fick sina instruktioner. De enda som kom till huset den dagen var slaktaren, specerihandlarbiträdet och brevbäraren. Den senare hade med sig flera brev till olika medlemmar av huset, bland annat en trädgårdskatalog och ett brev till Charles Templeton som verkade ha skickats från släktingar i Tyskland. Templeton rev sönder den och slängde den. Av de brev som polisen kunde undersöka var det märkligaste ett som var adresserat till dr Rosen själv, som var från någon som hette "Georgine" och nämnde flera personer som Rosen aldrig hade hört talas om. Sir Henry visar gruppen brevet och Miss Marple undrar varför ordet "Ärlighet", som förekommer mitt i en mening, är skrivet med stort Ä.
Tre månader efter sin farbrors död reste Greta Rosen tillbaka till Tyskland, men inte förrän hon hade träffat Sir Henry och bett honom bekräfta att Charles var höjd över alla misstankar. Sir Henry var oförmögen att göra det. Miss Marple och mrs Bantry påpekar att de tre personerna i brevet och det ena ortnamnet, tillsammans med ordet "Ärlighet", alla är arter av dahlior och att de, omarrangerade, stavas "Döda". Detta var instruktionen att döda doktor Rosen, och den sändes till det tilltänkta offret själv för att avleda misstankarna från mördaren. När han fick ett brev från någon han inte kände, gav han det naturligtvis till de andra vid frukostbordet för att läsa, den ena var Charles, sekreteraren och den naturligt misstänkte, men den andra var hans brorsdotter, mördaren. Hennes besök hos sir Henry för att försöka rentvå Charles namn var avsett att få motsatt effekt. Miss Marple minns också, från sin barndoms tyska guvernant, att "Georgine" är tyska för "dahlia", och att dahlior är symboler för "förräderi och förvrängning". Miss Marple förutspår att Greta kommer att få ett olyckligt slut på att förknippas med kriminella; Miss Marple rekommenderar också Sir Henry att skriva ett brev till Gertrud där hon förklarar att hon har friats från misstankar om mord.

### Sköna Helenas ansikte
Mr Satterthwaite befinner sig på Royal Opera House i Covent Garden. Eftersom han inte bryr sig om Cavalleria Rusticana kommer han medvetet sent för att bara se Pagliacci. Han anländer strax före paus då han stöter ihop med Mr Quin. Han bjuder in Quin att titta på den andra operan med honom i sin privata loge, varifrån de får syn på en vacker flicka på parkett innan ljuset släcks. I nästa paus får de syn på flickan som sitter tillsammans med en ung man med allvarlig blick, och ser att de får sällskap av en annan ung man vars ankomst verkar ha skapat en viss spänning i gruppen.
I slutet av kvällen tar sig Satterthwaite på egen hand till platsen där hans bil med chaufför står parkerad när han återigen ser de tre personerna från operahuset. Nästan omedelbart utbryter ett slagsmål mellan de två unga männen och Satterthwaite räddar flickan. I sitt hem berättar hon för honom att hon heter Gillian West, den intensive mannen är Philip Eastney och den andra är Charlie Burns; och hon hoppas att Eastney inte har skadat Burns. Satterthwaite lovar att ta reda på det och dämpa hennes rädsla.
Nästa söndag är Satterthwaite i Botaniska trädgården i Kew Gardens när hans väg återigen korsas av Gillian West och Charlie Burn, och han upptäcker att de två just har förlovat sig. Gillian är nervös för vilken effekt nyheten kommer att ha på Philip Eastney och Charlie anförtror att män i det förflutna har tappat huvudet över hans fästmö och gjort dumma saker som ett resultat. Nästa torsdag åker Satterthwaite tillbaka till Chelsea på Gillians inbjudan och dricker te med henne. Till sin lättnad har Eastney tagit emot nyheten med god vilja och gett henne två bröllopspresenter. Den ena är en ny radio och den andra är en ovanlig glasskulptur som kröns av en bubbelliknande skimrande boll. Eastney har också kommit med ett märkligt önskemål – att Gillian ska stanna hemma i natt och lyssna på musiksändningen på radion.
Satterthwaite känner sig illa till mods när han lämnar Gillian, eftersom han känner att Quins framträdande på Covent Garden måste betyda att det är ovanliga affärer på gång, men han kan inte sätta ord på exakt vad som kommer att hända. Han vill diskutera sina rädslor med Quin och går till restaurangen Arlecchino där han träffat honom en gång tidigare (i Tecknet i skyn). Quin är inte där, men Eastney är det, och de två männen pratar – den yngre mannen underhåller Satterthwaite med berättelser om hur han arbetade med att testa och tillverka giftgas under kriget.
När Satterthwaite lämnar restaurangen är han fortfarande orolig. Han köper en tidning för kvällens radioprogram och inser att Gillian West är i stor fara. Han rusar till hennes lägenhet och släpar ut henne innan tenorens röst når sin höjdpunkt under ett framförande av "The Shepherd's Song". En herrelös katt går in genom dörren till lägenheten och hittas död – dödad av gaserna som frigjordes från glaskulan när den splittrades till följd av tenorsången.
Satterthwaite träffar Eastney som vankar av och an på Chelsea Embankment och berättar för honom att han och Gillian tagit bort en död katt från lägenheten, dvs att Eastneys plan misslyckats. De två männen skiljs åt, och några minuter senare frågar en polis Satterthwaite om han också hörde något som verkade vara ljudet av ett stort plask. Polismannen säger att han tror att det är en annan person som begår självmord.